# Eteri d'Osma
Eteri (en llatí Etherius), també citat com Heteri, va ser un bisbe titular d'Osma a finals de segle VIII. És considerat, juntament amb Beat de Liébana, un dels autors de la carta Apologeticum Adversus Elipandus, contra la doctrina adopcionista propugnada per l'arquebisbe Elipand de Toledo.

## Biografia
Es desconeixen els seus orígens, està documentat al regne d'Astúries a finals de segle VIII, en temps de Silo i Mauregat. Membre de la comunitat del monestir de San Martín de Turieno, on va ser deixeble de Beat de Liébana, amb qui va acabar travant amistat, tal com s'infereix de les cartes que se n'han conservat. Segons Flórez, ostentava la dignitat de bisbe d'Osma des del 780, potser a la mort del darrer bisbe que havia fugit de la diòcesi amb la invasió musulmana; malgrat no ocupar de manera efectiva el càrrec, la successió s'hauria produït per conservar el títol.
Sembla que Eteri era una persona jove en assolir el càrrec, perquè l'arquebisbe de Toledo, Elipand, l'anomena adolescent el 785, per bé que li reconeix el títol, atès que li dona el tractament de germà. Segons J. González, podria haver tingut entre 25 i 30 anys, i malgrat que era més jove que el seu mestre Beat, potser va assolir la dignitat episcopal per la seva condició de noble. Vers la mateixa època, ambdós eren presents a la cort asturiana, i de fet, amb la usurpació del tron per part de Mauregat, van formar part de la comitiva oficial que va assistir a Pravia a la presa d'hàbit de la reina vídua Adossenda, obligada pel nou rei, i germanastre, a recloure's a un monestir.
Per la seva joventut, és probable que visqués molts més anys, tanmateix, no es conserva documentació que ho corrobori. No obstant això, hom l'ha identificat amb l'abat Eteri que consta al capdavant del monestir de San Martín el 828, a qui se li dona el títol de dominus, i que segons González podria ser el mateix bisbe que tingués vora setanta anys.

### Lluita contra l'adopcionisme
El 785 va esclatar una polèmica teològica a causa de l'enviament d'una carta als bisbes d'Hispània i la Gàl·lia per part de l'arquebisbe de Toledo, Elipand, on promou la doctrina adopcionista. En aquesta carta intenta també desacreditar a Beat de Liébana, contra qui llança tota mena d'improperis. Beat va signar amb Eteri la carta Apologeticum Adversus Elipandus, on s'oposen frontalment a la seva doctrina i defensen la idea dels concilis, sobre que Crist és fill propi i natural de Déu a través de Maria. A banda de l'amistat que els unia, sembla que la carta podria correspondre a Beat, que s'hauria servit de la dignitat episcopal d'Eteri per donar-li més autoritat a les seves idees en la polèmica contra l'arquebisbe de Toledo.

### Dedicatòria enComentari a l'Apocalipsi
També es considera que és la persona a qui es dedica en el proemi l'obra Comentari a l'Apocalipsi (ca. 776-786), atribuïda tradicionalment a Beat de Liébana, i que segons Flórez va ser el mateix Eteri qui va animar-lo en aquest estudi. Tanmateix, altres dubten de l'autoria d'aquest comentari, que originalment va circular de manera anònima i que només s'ha identificat l'autoria per la dedicatòria a Eteri, un fet que Salustiano Moreta considera que no té prou fonament, perquè podria tractar-se d'un altre Eteri o que l'hagués escrit un altre amic del bisbe. Amb tot, la dedicatòria parla d'Eteri com a «Pare Sant», sense esmentar-ne la seu, un títol honorífic antic, que no indica que estigués beatificat.